# Conus chinensis
Conus chinensis é uma espécie de gastrópode do gênero Conus, pertencente à família Conidae.